# Distrito de Werra-Meißner
El distrito de Werra-Meißne (en alemán: Werra-Meißner-Kreis) es un distrito alemán o Landkreis en la Región de Kassel en la parte norte del estado federal de Hesse (Alemania). Los territorios vecinos al norte son los distritos del estado federal de Baja Sajonia, distrito de Gotinga y el de Turingia, distrito de Eichsfeld, al este se tiene de la misma forma frontera con los distritos de Unstrut-Hainich y el distrito de Wartburgo así como con la ciudad (kreisfreie Stadt) de Eisenach, al sur con el distrito de Hersfeld-Rotemburgo, al sudeste con el distrito de Schwalm-Eder y al oeste con el distrito de Kassel.

## Geografía
El nombre del distrito se debe al río que recorre su territorio: el Werra.

## Composición del distrito
(Habitantes a 30 de junio de 2006)
| - 1. Bad Sooden-Allendorf (8.833) - 2. Eschwege (20.725) - 3. Großalmerode (7.346) - 4. Hessisch Lichtenau (13.134) - 5. Sontra (8.479) - 6. Waldkappel (4.876) - 7. Wanfried (4.383) - 8. Witzenhausen (15.877) | - 1. Berkatal (1.785) - 2. Herleshausen (3.039) - 3. Meinhard (5.234) - 4. Meißner (3.322) - 5. Neu-Eichenberg (1.893) - 6. Ringgau (3.315) - 7. Wehretal (5.473) - 8. Weißenborn (1.158) - 1. Gutsbezirk Kaufunger Wald |